# دردار غروي
دردار غروي (الاسم العلمي: Ulmus glutinosa) هو نوع نباتي يتبع جنس الدردار من فصيلة الدردارية.